# Francisco Sainz Saus
Francisco Sainz Saus (Pineda de Gigüela, Conca, 1786 - 1871) fou un organista i compositor del Barroc.
Va ser organista i mestre de capella de la catedral de Sigüenza i rector del Colegio de Infantes. Es distingí especialment com a compositor de música religiosa, mereixent entre les seves obres menció especial dues Pange lingua i un Oficio de Difuntos.